# Ming (małż)

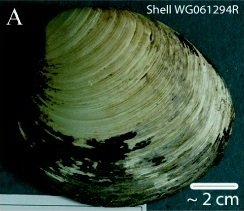
Małż Ming

Ming (ok. 1499–2006) – małż gatunku cyprina islandzka wyłowiony w pobliżu Islandii w 2006. Wiek Minga oceniany jest na 507 lat. Było to najdłużej żyjące znane pojedyncze zwierzę, którego wiek został oszacowany z dużą dokładnością.

## Historia
Małż został wyłowiony w pobliżu Islandii w 2006. Pierwsze obliczenia wskazywały na to, że zwierzę miało pomiędzy 405 a 410 lat. Wiek małży szacowany jest podobnie jak wiek drzew poprzez liczenie „słojów” na ich muszli. Po ustaleniu wieku małża został on żartobliwie nazwany „Ming”, nazwa pochodzi od chińskiej dynastii Ming, która panowała w Chinach w czasie, kiedy to zwierzę się urodziło. Ming nie przeżył szacowania swego wieku – zginął, kiedy jego muszlę przecięto, aby policzyć jej „słoje”.
Dodatkowe badania opublikowane w 2013 wskazują na to, że Ming był starszy niż początkowo sądzono. Używając między innymi wielokrotnego datowania radiowęglowego oszacowano, że w momencie śmierci mięczak ten liczył 507 lat.